# 挪威財政部
挪威財政部（挪威語：Finansdepartementet）是挪威的一個財政部門，成立於1814年。該部負責國家財政，包括挪威的國家預算、稅收和經濟政策。並向挪威議會報告。